# Крищинці
Кри́щинці — село в Україні, у Тульчинській міській громаді Тульчинського району Вінницької області. Населення становить 1573 особи.

## Історія
Станом на 1885 рік у:
- колишньому власницькому селі Крищинці мешкало 1460 осіб, налічувалось 244 дворових господарств, існували православна церква, школа, 2 постоялих будинки та 3 млини[1].
- колишньому власницькому селі Захаряшівка Холодівської волості Брацлавського повіту Подільської губернії, мешкало 347 осіб, налічувалось 78 дворових господарств, існували православна церква, школа, постоялий будинок та водяний млин[1].

1892 в селах існувало відповідно 351 та 207 дворових господарств, проживало відповідно 1895 та 537 мешканців.
За переписом 1897 року кількість мешканців у:
- селі Крищинці зросла до 2234 осіб (1112 чоловічої статі та 1122 — жіночої), з яких 2189 — православної віри.
- селі Захаряшівка зросла до 670 осіб (328 чоловічої статі та 342 — жіночої), з яких 655 — православної віри[3].

7 (20) листопада 1917 року, відповідно до Третього Універсалу Української Центральної Ради, увійшло до складу Української Народної Республіки.
В другій половині XX століття села об'єднані під назвою Крищинці.
12 червня 2020 року, відповідно до Розпорядження Кабінету Міністрів України від  № 707-р «Про визначення адміністративних центрів та затвердження територій територіальних громад Вінницької області», увійшло до складу Тульчинської міської громади.
19 липня 2020 року, в результаті адміністративно-територіальної реформи та ліквідації Тульчинського району, село увійшло до складу новоутвореного Тульчинського району.

## Населення

### Мова
Розподіл населення за рідною мовою за даними перепису 2001 року:
| Мова            | Кількість | Відсоток |
| --------------- | --------- | -------- |
| українська      | 1551      | 98.60%   |
| російська       | 19        | 1.21%    |
| білоруська      | 1         | 0.06%    |
| інші/не вказали | 2         | 0.13%    |
| Усього          | 1573      | 100%     |

## Відомі люди
- Гончар Іван Тарасович — український гончар.